# Зоки

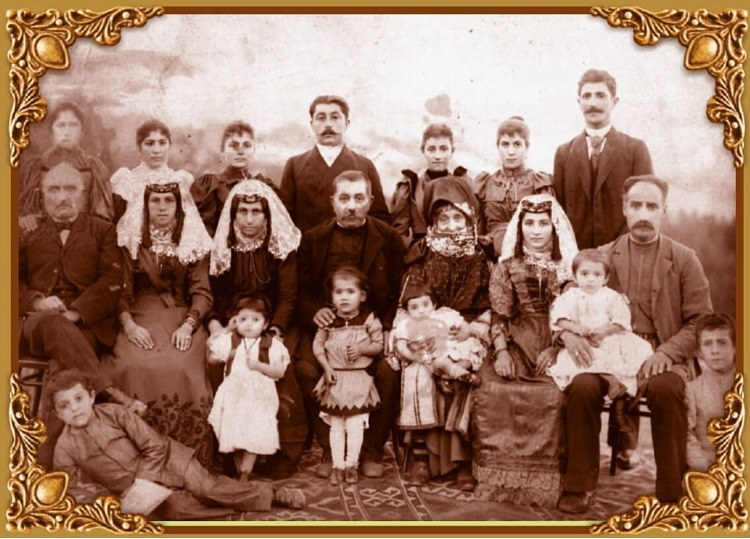
Армянская семья из Агулиса, вторая половина XIX века

Зо́ки (самоназвание — зок, арм. Զոկեր) — историко-этнографическая или субэтническая, группа армян, которая до начала 1990-х годов традиционно проживала на территории Араксской области в районе Гохтн (известном в древних источниках как Голтн). Исторические корни Гохтна восходят к глубокой древности, поскольку эта территория входила в число ключевых регионов формирования армянского народа. Расположенные здесь города находились на перекрёстке важных торговых маршрутов, что обусловило их экономическое и политическое развитие.
Центром расселения зоков был Агулис — важный торгово-экономический и культурный узел, который выполнял функции своеобразной столицы области, известной под названием "Зокстан" ("страна зоков"). В среде других армян, а также в собственных кругах, зоков традиционно считали «армянскими евреями», несмотря на исповедание ими армяно-григорианского христианства. Название "зок" предположительно происходит от использования предлога в разговоре местного наречия армянского языка. Зокский диалект является одним из 31 диалектов армянского языка и похож на сюникский диалект. Ныне носители диалекта не сохранили его, смешавшись с носителями других диалектов. Большинство жителей Акулиса погибло в 1919 году в ходе так называемой Агулисский резни.

## Происхождение зоков
Зоки населяли сёла Верхний и Нижний Акулис, Аза (расположенное на берегу реки Гиран), Азнаберд, Ариндж, Агри, Анапат, Бист, Бохрут, Гандзак, Гахерецик, Точен, Дер, Диза (около Ордубада), Эджин (с конца XIX века — Яйджи), Хурс, Месропаван, Навуш, Ордубад (также известный как Ордвар), Рамис, Вананд, Танакерт (армяне проживали здесь до 1990 г.), Трунис (Труник), Цхна, Килит (по-персидски «ключ», покинутый армянами в середине XIX в.) и Тотам (от арабского «хна», армяне оставили его в XVIII в.). Данная область со "столицей" в Акулисе была также известна под названием "Зокстан" ("страна зоков").
Согласно исследованиям арменоведа К. Патканова, происхождение названия «зол» связано с особенностями их диалекта, представляющего одну из древних форм восточного армянского языка (Патканов, 1869, с. 54). 
Зоки преимущественно исповедовали армяно-григорианское христианство, хотя в Новое время среди них отмечается заметное присутствие приверженцев Римско-Католической церкви, что было нередким явлением и среди близких к ним армян, населявших Новую Джульфу в Персии, а также и, в целом, в армянском купеческом сообществе, происходящем из данного региона. Однако в среде других армян, а также и среди самих зоков, последних традиционно считали «армянскими евреями». Смысл и происхождения этого наименования остаются неясными, поскольку зоки исповедовали христианство.
В конце XIX века в литературных источниках по истории Араксской области высказывалась гипотеза о неармянском происхождении зоков, предполагавшая, что они переняли у армян язык богослужения и религию (Девицкий, 1896, с. 167). Исторические связи между древними еврейскими и армянскими народами, по некоторым данным, подтверждаются упоминанием Армении в Ветхом Завете под уникальным для источников Передней Азии названием «Тогарма» или «дом Тогармы» (Быт., 10:3; Иезек., 27:14, 38:6). Известно, что потомки еврейских пленников, уведённых из Иерусалима царём Навуходоносором II в VI в. до н.э., массово поселились в прилегающих к Армении Парфянском и Персидском царствах (Еврейская Энциклопедия, 1894, с. 144).
Армянский историк V века Фавстос Бузанд упоминает, что царь Тигран II (95–55 гг. до н.э.) переселил значительное число иудейских пленников из Палестины в города Великой Армении (Бузанд, IV, 50). Позднее, в IV веке при шахе Шапуре II, персы, разрушив многие армянские города, угнали в плен 2 тыс. армянских и 16 тыс. еврейских семей в Нахчеван — регион, совпадающий с территорией проживания зоков до 1989–1990 гг. (Бузанд, IV, 50). Бузанд также сообщает о выселении из других городов: из Арташата — 40 тыс. армянских и 9 тыс. еврейских семей, из Ервандашата — 20 тыс. и 30 тыс., из Зарехвана — 5 тыс. и 8 тыс., из Заришата — 10 тыс. и 14 тыс., из Вана — 5 тыс. и 18 тыс. (Бузанд, IV, 24, 55). Я. А. Манандян в середине XX века отмечал, что такие числа у Бузанда, черпавшего данные из народных преданий, завышены и «иногда даже баснословны» (Манандян, 1954, с. 119). Однако он подчеркивал, что значительная доля городского населения Армении в ту эпоху действительно приходилась на евреев и сирийцев.
Наличие устойчивых представлений как у самих зоков, так и у армянского населения в целом об их еврейском происхождении позволяет классифицировать эту группу как стигматизированную.

## Традиционные занятия зоков
До революции 1917 года многие зоки занимались торговлей и предпринимательством. В частности, их деятельность простиралась вдоль древних торговых путей ("шелковый путь"), соединявших Восток и Запад. Эти пути проходили вдоль реки Аракс, неподалеку от которой и был расположен Агулис. Купечество Агулиса имело тесные связи с армянскими купцами Новой Джуги в Персии, игравшими важнейшую роль в международной торговле между империей Сефевидов и Европой. В Новой Джуге агулисцами был основан отдельный квартал Даштецоц, выходцами из которого была известная династия российских аристократов Лазаревых. Колонии агулисцев простирались от Венеции до Тифлиса.
В XIX и начале XX веков зоки активно занимались торговлей между Персией и Российской империей - в частности, через Каспийское море. Среди армян и местных мусульман зоки ассоциировались с богатыми и удачливыми купцами.

## Обычаи зоков
Традиционная культура зоков является достаточно самобытной. Однако своими ключевыми элементами она органично вписывается в общеармянское культурное наследие. Описание некоторых обрядов и народных праздников зоков можно найти в диссертации К. Э. Григорьян.

## Историческая судьба зоков
Армянское население Акулиса - центра расселения зоков - было, по большей части, уничтожено и изгнано в 1919 году в ходе межнационального конфликта в Закавказье, разразившегося после распада Российской империи. После образования СССР данные территории были включены в состав Азербайджанской ССР. В советский период армянское население сохранялось лишь в некоторых небольших поселениях вокруг Агулиса, но и оно вынуждено было эвакуироваться во время Карабахского конфликта в конце 1980-х годов. В настоящее время зоки практически полностью растворились в общеармянской нации или смешались с другими народами.
В начале XX века в Тифлисе издавалась газета под названием "Лампада зока".

## Зокский диалект армянского языка
Зоки разговаривали на зокском или агулисском диалекте армянского языка, который очень похож на сюникский диалект. Некоторые лингвисты считают его смесью сюникского и мушского диалекта. Хотя и лингвистически близок к восточноармянскому наречию, он немного непонятен носителям последнего. Такое различие зокского от остальных армянских диалектов, возможно, стало причиной версии о еврейском происхождении зоков. В армянском языке существует ряд местоимений «айс», «айд», «айн» — этот, тот в переводе на русский язык. В старом гохтанском (историческая область Армении) диалекте они произносились как «hok», «док», «нок». В агулисском диалекте, на котором говорили в селения Агулис, Дашт, Цгна, Танакерт, Дисар, Кахакик, Андамеч, этот ряд местоимений употреблялся с приставкой «з», что характерно для армянских диалектов XVIII—XIX вв. Это обстоятельство привело к появлению местоимения «zhok» или «зок», которое в течение некоторого времени привело к выделению в XIX веке научного и этнографического термина «зок» и «зокского» диалекта. Согласно мнению лингвиста академика Манука Абегяна, XIX — начала XX веков название зоков происходит от местоимения «zhok» на их диалекте. В. Девицкий, посетив Агулис сообщает, что даже сами зоки не смогли дать ему объяснения происхождения своего самоназвания.
Такое своеобразие зокского диалекта связано в первую очередь с перемещением гласных. Так например, «о» превратился в «у» (горц > гюрц, Маркос > Маркус), а «у» в «о» (шун > шон, птуг > петог), «а» в зависимости от соседних согласных превращался в «о», «у», «ы», «и», «ай» или не изменялся. Согласные же не изменились с периода грабара, фактически система согласных зокского диалекта наилучшим образом отражает ситуацию в древнеармянском. Причем в зокском сохранились даже некоторые черты протоармянского языка, отсутствующие в грабаре: например в зокском kakhts‘ (от ПИЕ *glkt-) прослеживается наличие -l, тогда как другие формы армянского не содержат -l (в др-арм. уже kat‘).
Зокский (агулисский) диалект был описан уже в 1711 году немецким лингвистом И. Шрёдером в его грамматическом труде «Thesaurus lingues armenicae».
Лингвистическая специфика армянского диалекта зоков полностью объясняется особенностями его формирования и расселения в исторической области Гохтн; вместе с тем именно устойчивая историческая память о сосуществовании с еврейским населением, а также возможной его ассимиляции в этом регионе, определяет выделение зоков на фоне общей армянской этнической среды.
В настоящее время зокский диалект находится на грани исчезновения. Тем не менее, в интернете имеются видеозаписи бесед на зокском языке, которые были подготовлены британским лингвистом Катрин Ходжсон.